# Danmarks Kirkelige Mediecenter
Danmarks Kirkelige Mediecenter (DKM) er en nonprofit organisation, der hjælper kirker og værdibaserede organisationer med at kommunikere det, de tror på og brænder for. Konkret udmønter det sig blandt andet i hjemmesider, digitale løsninger, kalendersystem, film om kristne grundværdier og livets store spørgsmål, strategisk kommunikationsrådgivning, udvikling af grafiske profiler og publikationer samt afholdelse af kurser og workshops. 
Danmarks Kirkelige Mediecenter blev stiftet i 1988 som en erhvervsdrivende fond, der har til formål at fremme kommunikationen i den kirkelige og værdibaserede verden. Det betyder, at der hverken er ejere eller aktionærer, der skal have et overskud. Derimod bliver overskuddet brugt på at skabe ny inspiration og viden.
Kunderne omfatter blandt andet over 500 kirker, provstier og stifter samt Lego-fondene, Kristelig Arbejdsgiverforening, KFUM's sociale arbejde, Kirkeministeriet, Y's Men, Folkekirkens It, Samvirkende Menighedsplejer og mange flere. Derudover står DKM bag en lang række film til oplysnings-, formidlings- og undervisningsformål. Det drejer sig om bøger, film og hjemmesider om livets store spørgsmål - med børn og familier som omdrejningspunkt. Hovedpersonerne i disse materialer er tøjdyrene Snapper og Topper. Materialerne er gratis og tilgængelige for alle interesserede. Find dem på www.dkm.dk/børn eller på DKMs YouTube kanal. DKM står bl.a. også bag "Sigurd fortæller bibelhistorier" fra 2010.
Jubilæum
DKM havde den 1. oktober 2013 25 års jubilæum. I den anledning blev et nyt projekt med Sigurd og Snapper udgivet - kaldet "Sigurds Historier om at være til". Alle sogne og lokalafdelinger i de kirkelige børne- og ungdomsorganisationer fik gratis foræret Snapper-filmene. Dette for at opbygge og understøtte relationen mellem børnefamilierne og deres lokale kirke og for at styrke arbejdet med at formidle kirke, kristendom og tro til børn og familier.
Direktør
I april 2013 tiltrådte Helle Janderup Jensen som direktør for DKM. Helle har tidligere været indsamlingschef hos Kræftens Bekæmpelse, marketingchef hos Lego og marketingdirektør hos Merrild Kaffe. Hun har desuden som selvstændig gennem Janderup Management ydet strategisk rådgivning til små og mellemstore virksomheder i en årrække.
1. februar 2022 tiltrådte Susanne Bæk Hansen som ny direktør for DKM efter Helle Janderup. Susanne har en kommerciel og kreativ baggrund som leder, projektleder og kommunikationsrådgiver fra reklamebranchen, LEGO’s interne bureau og som selvstændig i familieejet grafisk kommunikationsvirksomhed.

## Eksterne kilder og henvisninger
1. ↑  Sigurd og Snapper fortæller historier: Sigurd og Snapper fortæller historier

- DKM's websted
- DKM's Youtube kanal
- Sigurd og snapper